# Hedvig Rosendahl
Hedvig Rosendahl (signatur HR), född 1867 i Kristianstad, död 1929, var en svensk fotograf och illustratör. Hon målade motiv för jul-, nyårs- och påskkort som gavs ut av Sveriges Litografiska, Åhlén & Holm med flera. Hon tecknade serien Tre glada kamrater i Dagens Nyheters avdelning "För de unga och de yngsta".

## Adresser för fotoateljé i Stockholm
- 1897–1899 Drottninggatan 42[2]
- 1900–1906 Drottninggatan 42 och 51 samt 1900–1907 Malmskillnadsgatan 48 C[2]
- 1903–1906 Upplandsgatan 45[2]
- 1907–1910 Drottninggatan 51[2]

## Galleri

### Illustrationer

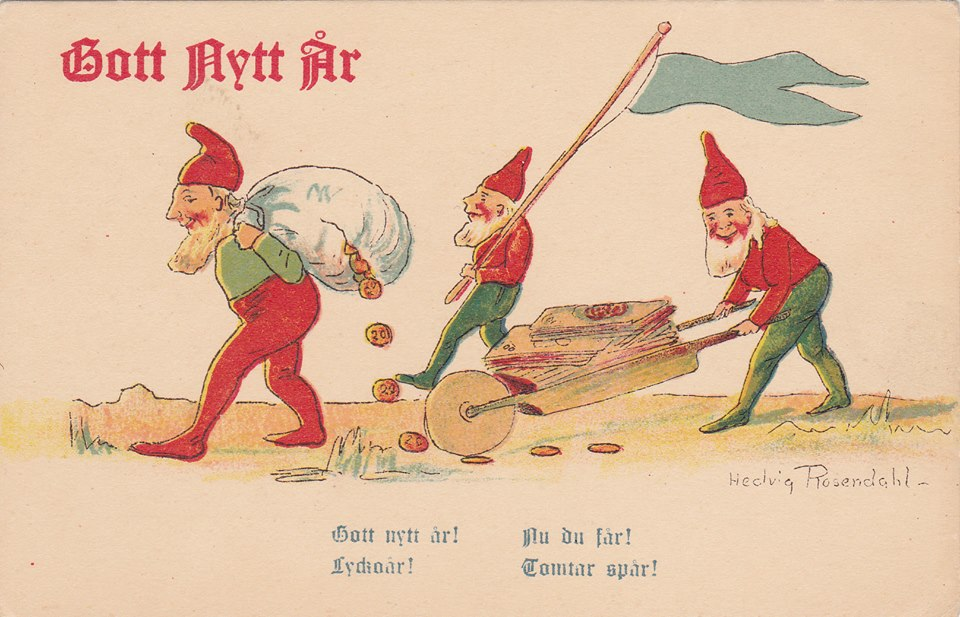
Nyårskort: Gott nytt år! Nu du får! Lyckoår! Tomtar spår!
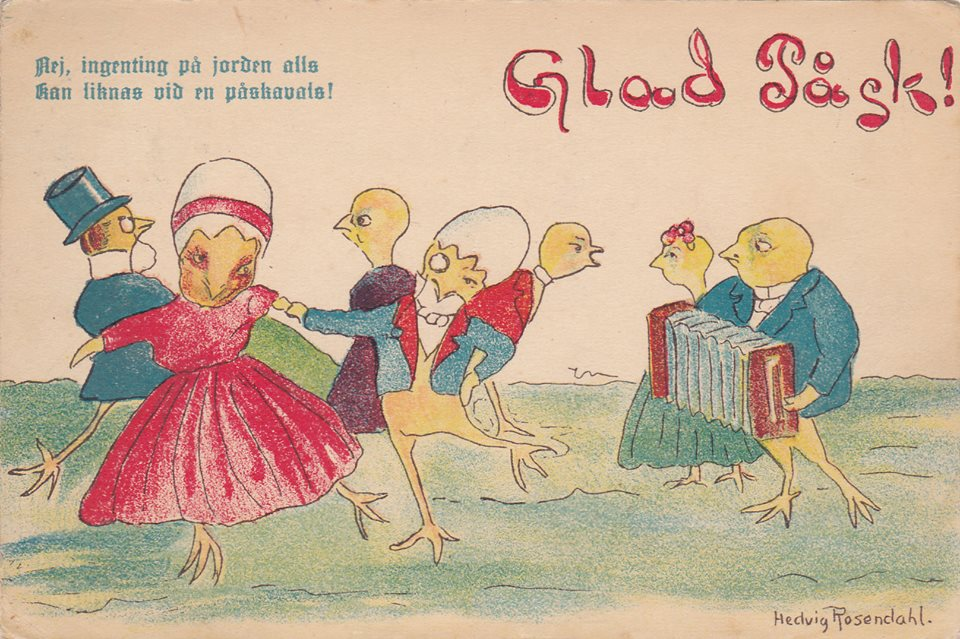
Påskort: Nej, ingenting på jorden alls kan liknas vid en påskavals!
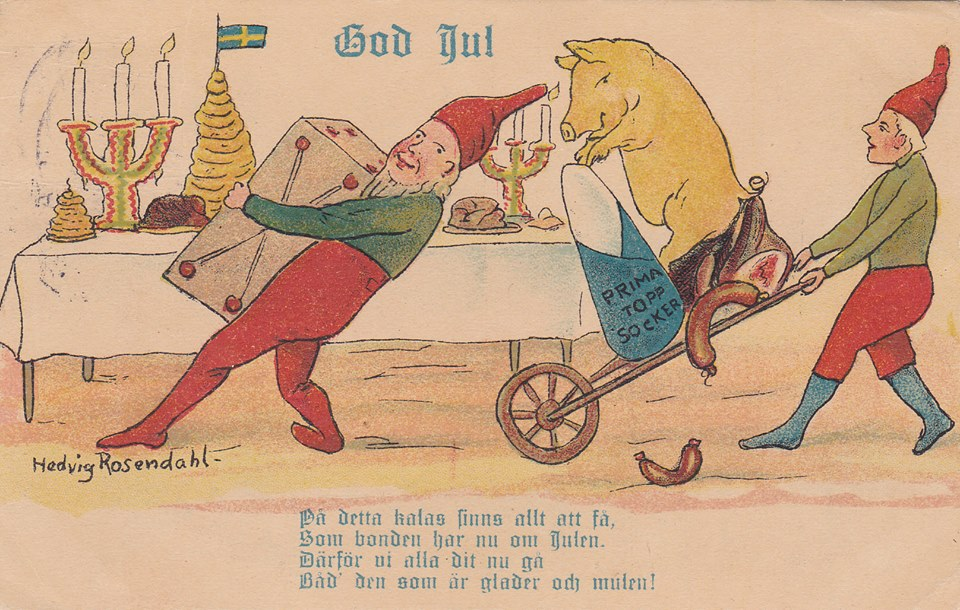
Julkort: På detta kalas finns allt att få, Som bonden har nu om julen. Därför vi alla dit nu gå, Båd' den som är glader och mulen!

### Ateljéfoton

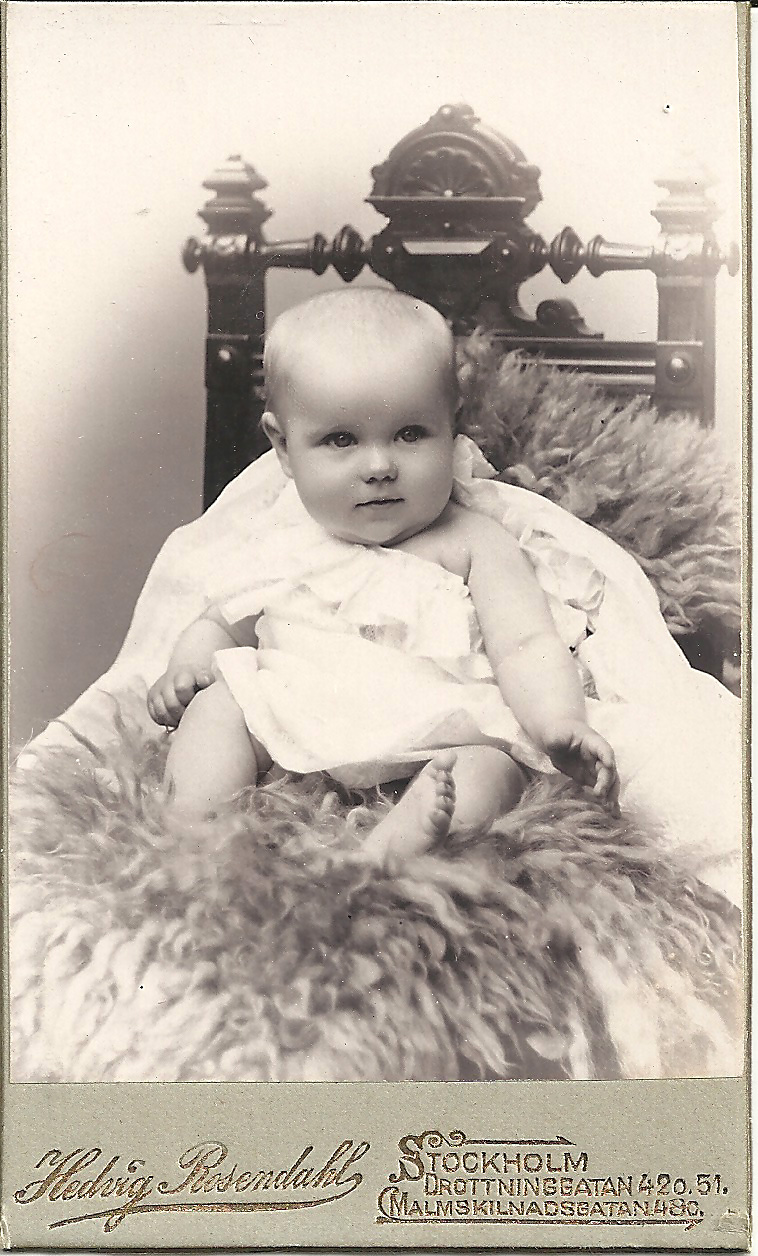
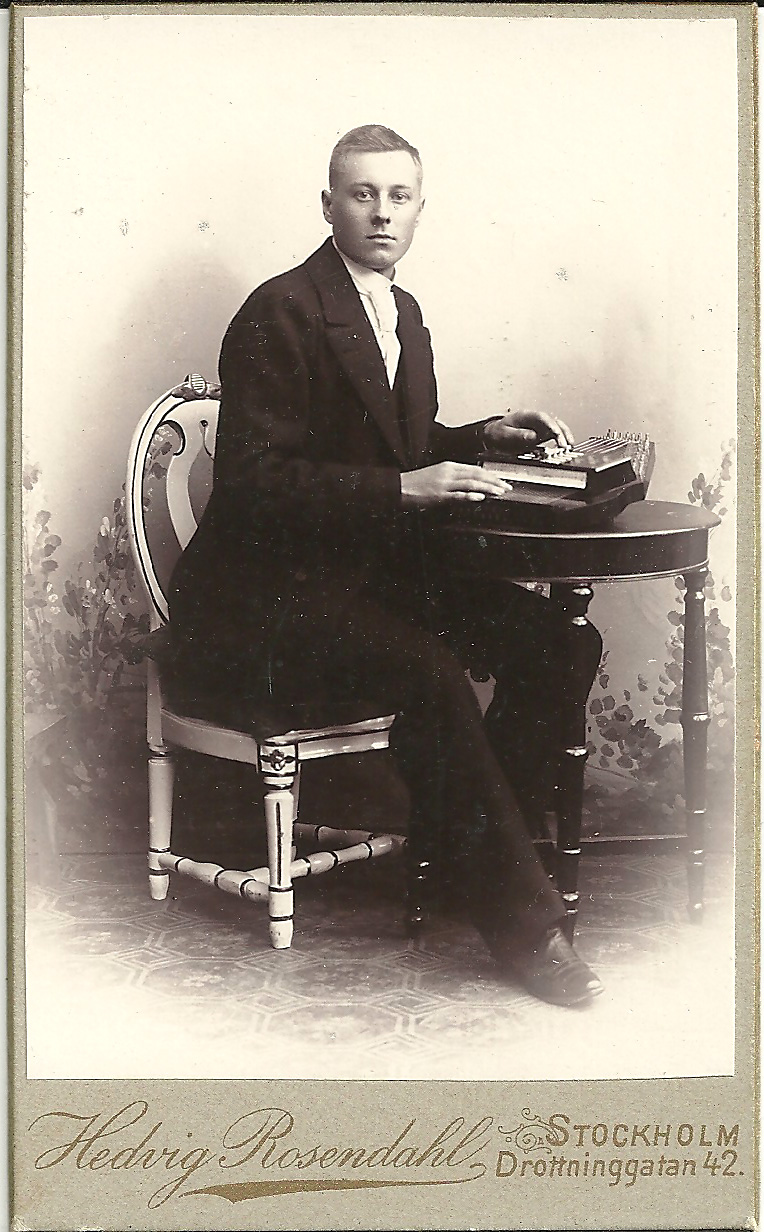
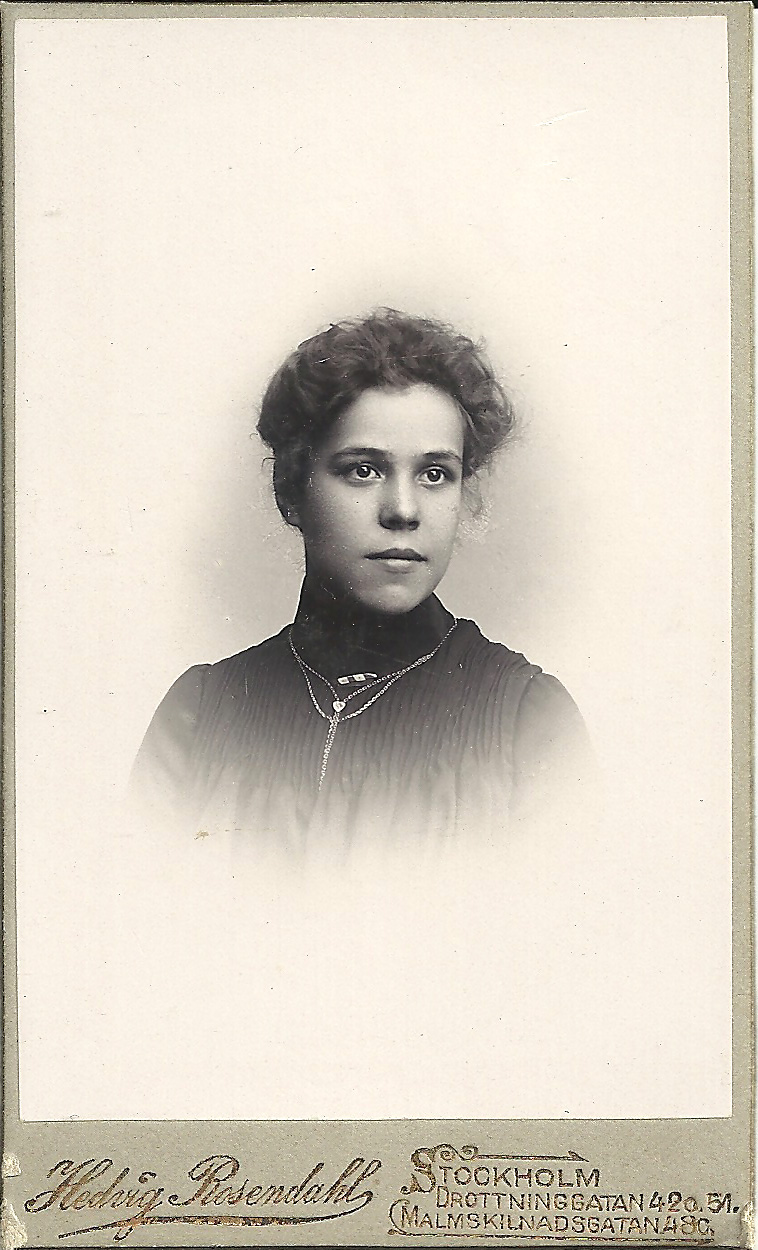